# Ипсилон Девы
Ипсилон Де́вы (лат. υ Virginis), 102 Девы (лат. 102 Virginis), HD 125454 — одиночная звезда в созвездии Девы на расстоянии приблизительно 255 световых лет (около 78,2 парсек) от Солнца. Визуальная звёздная величина звезды — +5,14m. Возраст звезды определён как около 660 млн лет.

## Характеристики
Ипсилон Девы — оранжево-жёлтая звезда спектрального класса K0, или G8/K0III/IV, или G8III, или G9IIICN-0,5, или G9III. Масса — около 2,79 солнечной, радиус — около 11,689 солнечного, светимость — около 71,062 солнечной. Эффективная температура — около 4733 K.

## Планетная система
В 2019 году учёными, анализирующими данные проектов Hipparcos и Gaia, у звезды обнаружена планета HIP 70012 b.